# Вильгельм Малавальский
Вильгельм Малавальский (Гильом де Малаваль; фр. Guillaume de Malavalle, около предп. 1100, Пуатье — 10 февраля 1157, Кастильоне-делла-Пеская, Тоскана), также известный как Вильгельм Отшельник и Вильгельм Великий — французский отшельник, святой Римско-католической церкви. Альберт, его биограф и последователь, основал орден отшельников св. Вильгельма, более раннюю ветвь ордена отшельников св. Августина.
Канонизирован в 1202 году папой Иннокентием III.
День памяти — 10 февраля.

## Биография
Француз по происхождению, он несколько лет служил солдатом и погряз в пороке. Теодобальд далее путает его со святым Гильомом Желонским и говорит, что Вильгельм отправился в Рим, где побеседовал с папой Евгением III, который велел ему совершить паломничество в Иерусалим и покаяться в грехах.
Хотя рассказ Теодобальда о беседе святого с папой сомнителен, факт самой поездки и последующего паломничества в Иерусалим подтверждается более выдержками из более ранних респонсориев и антифонов. Он пробыл в Иерусалиме около двух лет, а не девять, как утверждает Теодобальд.
Около 1153 года он вернулся в Тоскану, и поначалу вёл жил отшельником в лесу близ Пизы. Его убедили взять на себя управление местным монастырём, но столкнувшись с неисправимым безразличием и ленью монахов, он удалился сначала в Монте-Пруно, а в 1155 году перебрался в пустынную долину Стабулум-Родис, позже известную как Малаваль, на территории современного города Кастильоне-делла-Пеская (епархия Гроссето). Там к нему и присоединился Альберт.
Умер 10 февраля 1157 года. После его смерти двое его последователей сформировали орден отшельников св. Вильгельма, который в 1256 году слился с орденом отшельников св. Августина.
Француз по происхождению, он несколько лет был солдатом и погряз в пороке. Теодобальд далее путает его со святым Вильгельмом Желонским и говорит, что Вильгельм отправился в Рим, где беседовал с папой Евгением III, который велел ему совершить паломничество в Иерусалим и покаяться в грехах.